# Monuments and Melodies
Monuments and Melodies är ett samlingsalbum från 2009 av rockgruppen Incubus.

## Låtförteckning

### CD 1
1. Black Heart Inertia
2. Drive
3. Megalomaniac
4. Anna-Molly
5. Love Hurts
6. Wish You Were Here
7. Warning
8. Stellar
9. Talk Shows On Mute
10. Pardon Me
11. Dig
12. Oil And Water
13. Are You In?
14. Nice To Know You
15. Midnight Swim

### CD2
1. Neither Of Us Can See
2. Look Alive
3. While All The Vultures Feed
4. Pantomime
5. Anything
6. Punch Drunk
7. Admiration
8. Martini
9. A Certain Shade Of Green (Acoustic)
10. Monuments And Melodies
11. Let’s Go Crazy